# Opération Roast
Campagne d'Italie de la Seconde Guerre mondiale
Batailles
Invasion de la Sicile
- Lampedusa
- Corkscrew
- Mincemeat
- Barclay
- Animals
- Chestnut
- Narcissus
- Fustian
- Ladbroke
- Gela
- Troina
- Centuripe

Invasion de l'Italie
- Baytown
- Avalanche
- Rome
- Slapstick
- Armistice de Cassibile
- Achse
- Naples
- Bombardement du Vatican
- Ligne Volturno
- Libération de la Corse
- Ligne Barbara
- Bombardement de Bari

Ligne Gustave
- Ligne Bernhardt
- Raincoat
- San Pietro Infine
- Rivière Moro
- Ortona
- Rivière Rapido
- Monte Cassino
- Shingle
- Cisterna
- Diadem
- Strangle
- Ligne Trasimene
- Libération de Rome
- Ancône
- Brassard

Ligne gothique
- Rimini
- Saint-Marin
- Gemmano
- Montecieco
- Monte Castello
- Garfagnana

Offensive du printemps 1945
- Tombola
- Bowler
- Roast
- Bologne
- Argenta Gap
- Herring
- Collecchio

Guerre civile italienne
L'opération Roast est une opération militaire entreprise par des commandos britanniques, dans la lagune de Comacchio, dans le nord-est de l'Italie, lors de l'offensive du printemps 1945, dans le cadre de la campagne d'Italie, au cours des dernières étapes de la Seconde Guerre mondiale.

## L'opération
L'opération débute le soir du 1er avril avec un engagement démarrant peu après minuit. La traversée du lagon (marquée à l'avance mais sans trop de succès par l'équipe de pilotages des opérations combinées 2 et l'escadron M du Special Boat Service), prend beaucoup plus de temps que prévu en raison du niveau d'eau exceptionnellement bas et du fond du lagon exceptionnellement boueux, s’enfonçant à hauteur de poitrine. Les commandos luttent à travers cet environnement hostile toute la nuit, malmenant leurs bateaux, parvenant finalement à atteindre le cordon littoral aux premières lueurs du jour, avec plus de 4 heures de retard. Épuisés et couverts de boue collante, ils pressèrent leurs attaques. Les commandos numéros 2, 40 et 43 atteignent tous leurs objectifs relativement comme prévu. Les Allemands parviennent seulement à faire sauter un pont avant qu'il ne soit capturé par le commando n ° 2. Le commando n ° 9 a d'abord bien progressé jusqu'à ce que les troupes n ° 5 et n ° 6 se retrouvent sérieusement bloquées sur un terrain instable tout en tentant de capturer la position ennemie « Leviticus ». Les troupes 1 et 2 progressent rapidement au centre du cordon littoral avant de faire demi-tour pour assister les troupes 5 et 6, en contournant la position « Leviticus ». Mettant en place un écran de fumée, ils lancent une charge à la baïonnette depuis le sud-est. La position allemande est dépassée malgré le dégagement de fumée trop rapide exposant les commandos durant les 150 derniers mètres. Les défenseurs allemands en déroute ayant fui vers le nord tombèrent dans les canons Bren en attente de troupe 6. La charge à la baïonnette était accompagnée d'un joueur de cornemuse du troupe 1 jouant « The Road to the Isles ».
Le commando n ° 2 capture 115 prisonniers allemands et le commando n ° 9 en capture 232. Le commando n ° 9 dénombre 9 hommes tués et 39 autres blessés, dont 8 morts et 27 blessés provenant de la troupe 5, soit plus de la moitié de leur effectif. L'opération fit avancer la ligne de front sur sept milles.
Ce soir-là, les commandos n ° 9 et n ° 43 se déplacent vers les ponts du canal Bellocchio, tenus par le commando n ° 2. Le jour suivant, le 3 avril, les Royal Engineers rendent réutilisable le pont dynamité et les commandos se déplacent sur le canal, soutenus par des chars du North Irish Horse. Le commando n ° 2 avance vers le nord du côté de la lagune, le flanc ouest, tandis que le commando n ° 43 se déplace le long du flanc est, du côté adriatique. Le commando n ° 9 est placé en réserve, avec l'intention que le commando exécute une attaque sur port Garibaldi après la capture du canal suivant, le canal de La Valette.
La rive nord de la Valette s'avéra être très fortement défendue, nécessitant une attaque à grande échelle, menée ultérieurement par la 24e brigade d'infanterie. Les commandos respectifs dégagent toutes les positions jusqu'au canal de La Valette. Pendant ce temps, sur le flanc est, le caporal Thomas Peck Hunter, du commando n ° 43 (RM), sera décoré de la Croix de Victoria à titre posthume pour bravoure remarquable. Hunter dégagea à lui seul une ferme abritant trois MG 42 allemands, après avoir chargé sur 200 mètres de terrain découvert en tirant avec sa mitrailleuse Bren de la hanche. Hunter s'est ensuite déplacé vers une position exposée pour éloigner le feu de ses camarades, en engageant plusieurs positions de MG 42 s'étant retranchées de l'autre côté du canal. Anders Lassen, un soldat danois du SBS, reçut également une Croix de Victoria à titre posthume pour ses actions lors de l'opération Roast le 8 avril 1945 au lac Comacchio.

## Conséquences
La 2e brigade commando avait réussi à prendre et à nettoyer tout le cordon littoral, sécurisant le flanc est de la 8e armée. 946 prisonniers ont été faits au cours de l'opération. Il s'avérera que les pertes allemandes étaient si importantes qu'elles équivalaient à la perte complète de trois bataillons d'infanterie, de deux troupes d'artillerie et d'une compagnie de mitrailleurs. 20 canons de campagne et un certain nombre de mortiers et de lance-roquettes ont également été capturés. Le lieutenant général Richard McCreery, commandant la 8e armée britannique, envoya un message au brigadier Tod proclamant « vous avez capturé ou détruit toute la garnison ennemie au sud de port Garibaldi ».